# 美国空军参谋长
美国空军参谋长（CSAF）是美国空军军阶最高的军官之一，亦為参谋长联席会议成员。空军参谋长领导空军参谋本部，并受空军部长的直接领导负责空军全盘事务。在空军部长的授权下，参谋长负责在本土以及海外超过70万现役、国民警卫队、后备队、文职人员的组织、训练与装备保障。空军参谋长还负责联合作战司令部中空军人员的人事和资源调配。空军参谋长还行使美国法典第10编第8033节赋予的其他职责、负责空军部长委派的其他任务，或将这些责任和义务进一步委派给其下属。
空军参谋长由总统提名，在参议院取得多数赞成即可就职。根据法令，空军参谋长由一名四星上将担任。与其他参谋长联席会议成员一样，空军参谋长为行政职务，并无对美国空军的作战指挥权。
现任美国空军参谋长為戴维·奥尔文上将。

## 历任美国空军参谋长
在设立此职位之前，亨利·阿诺德上将在二战期间被任命为陆军航空队司令。后来他晋升为空军五星上将。
| 序号         | 照片          | 名字                                                      | 任期开始时间 （任前职务）               | 任期结束时间 （后任职务）                    | 任职时间 | 主要背景                            |
| ------------ | ------------- | --------------------------------------------------------- | --------------------------------------- | -------------------------------------------- | -------- | ----------------------------------- |
| 1            |               | 卡尔·安德魯·斯帕茨 Gen Carl Andrew Spaatz (1891-1974)     | 1947年9月26日 （陆军航空队司令）        | 1948年4月29日 （退役）                       | 216天    | 战斗机飞行员（一战中击落三架敌机）  |
| 2            |               | 霍伊特·范登堡 Gen Hoyt Sanford Vandenberg (1899-1954)     | 1948年4月30日 （空军副参谋长）          | 1953年6月29日 （退役）                       | 5年61天  | 战斗机和攻击机飞行员                |
| 3            |               | 內森·F·特文宁 Gen Nathan Farragut Twining (1897-1982)     | 1953年6月30日 （空军副参谋长）          | 1957年6月30日 （参谋长联席会议主席）         | 4年0天   | 战斗机和轰炸机飞行员                |
| 4            |               | 托马斯·D·怀特 Gen Thomas Dresser White (1901-1965)        | 1957年7月1日 （空军副参谋长）           | 1961年6月30日 （退役）                       | 3年364天 | 侦察机和参谋人员                    |
| 5            |               | 柯蒂斯·李梅 Gen Curtis Emerson LeMay (1906-1990)          | 1961年6月30日 （空军副参谋长）          | 1965年1月31日 （退役）                       | 3年215天 | 重型轰炸机飞行员                    |
| 6            |               | 约翰·P·麦康奈尔 Gen John Paul McConnell (1908-1986)       | 1965年2月1日 （空军副参谋长）           | 1969年7月31日 （退役）                       | 4年180天 | 战斗机飞行员                        |
| 7            |               | 约翰·D·萊恩 Gen John Dale Ryan (1915-1983)                | 1969年8月1日 （空军副参谋长）           | 1973年7月31日 （退役）                       | 3年364天 | 轰炸机飞行员                        |
| 8            |               | 乔治·S·布朗 Gen George Scratchley Brown (1918-1978)       | 1973年8月1日 （空军系统司令部司令）     | 1974年6月30日 （参谋长联席会议主席）         | 333天    | 轰炸机飞行员                        |
| 9            |               | 戴维·C·琼斯 Gen David Charles Jones (1921-2013)           | 1974年7月1日 （驻欧空军总司令）         | 1978年6月20日 （参谋长联席会议主席）         | 3年354天 | 轰炸机飞行员                        |
| 10           |               | 小卢·艾伦 Gen Lew Allen Jr. (1925-2010)                   | 1978年7月1日 （空军副参谋长）           | 1982年6月30日 （退役就任喷气推进实验室主任） | 3年364天 | 轰炸机飞行员                        |
| 11           |               | 查尔斯·A·加布里埃尔 Gen Charles Alvin Gabriel (1928-2003) | 1982年7月1日 （驻欧空军总司令）         | 1986年6月30日 （退役）                       | 3年364天 | 战斗机飞行员（击落两架敌机）        |
| 12           |               | 拉里·D·韦尔奇 Gen Larry D Welch (1934-)                   | 1986年7月1日 （战略空军司令部总司令）   | 1990年6月30日 （退役）                       | 3年364天 | 战斗机飞行员                        |
| 13           |               | 迈克尔·J·杜根 Gen Michael J Dugan (1937-)                 | 1990年7月1日 （驻欧空军司令）           | 1990年9月17日 （解职）                       | 78天     | 战斗机飞行员                        |
| 副参谋长代理 |               | 约翰·M·罗 Gen John Michael Loh (1938-)                    | 1990年9月18日 （航空系统师司令）        | 1990年10月29日 （战术空军司令部司令）        | 41天     | 战斗机飞行员 （美国空军试飞员学校） |
| 14           |               | 麦瑞尔·A·麦皮克 Gen Merrill Anthony McPeak (1936-)        | 1990年10月30日 （太平洋空军总司令）     | 1994年10月25日 （退役）                      | 3年360天 | 战斗机飞行员 （雷鸟）               |
| 15           |               | 罗纳德·R·福格尔曼 Gen Ronald Robert Fogleman (1942-)      | 1994年10月26日 （运输司令部总司令）     | 1997年9月1日 （退役）                        | 2年310天 | 战斗机飞行员                        |
| 副参谋长代理 |               | 拉尔夫·E·埃伯哈特 Gen Ralph Edward Eberhart (1946-)       | 1994年9月2日 （驻日空军&第5航空队司令） | 1997年10月5日 （空战司令部司令）             | 33天     | 战斗机飞行员                        |
| 16           |               | 迈克尔·E·萊恩 Gen Michael E Ryan (1941)                   | 1997年10月6日 （驻欧空军司令）          | 2001年9月6日 （退役）                        | 3年335天 | 战斗机飞行员                        |
| 17           |               | 约翰·P·江珀 Gen John P Jumper (1945-)                     | 2001年9月6日 （空战司令部司令）         | 2005年9月2日 （退役）                        | 3年361天 | 运输机和战斗机飞行员                |
| 18           |               | 迈克尔·莫塞利 Gen Teed Michael Moseley (1949-)            | 2005年9月2日 （空军副参谋长）           | 2008年7月12日 （解职）                       | 2年314天 | 战斗机飞行员                        |
| 副参谋长代理 |               | 邓肯·J·麦克纳布 Gen Duncan J McNabb (1952-)               | 2008年7月12日 （机动司令部司令）        | 2008年8月12日 （美国运输司令部司令）         | 31天     | 运输机飞行员                        |
| 19           |               | 诺顿·A·施瓦茨 Gen Norton Allan Schwartz (1951)            | 2008年8月12日 （美国运输司令部司令）    | 2012年8月10日 （退役）                       | 3年364天 | 运输机和特种部队飞行员              |
| 20           |               | 马克·威尔什三世 Gen Mark Anthony Welsh III (1953-)        | 2012年8月10日 （驻欧空军司令）          | 2016年7月1日 （退役）                        | 3年326天 | 战斗机飞行员                        |
| 21           |               | 大衛·戈德費因 Gen David Lee Goldfein (1959-)              | 2016年7月1日 （美國空軍副參謀長）       | 2020年8月6日 （即将退役）                    | 4年36天  | 战斗机飞行员                        |
| 22           |               | 小查爾斯·Q·布朗 Gen Charles Quinton Brown Jr. (1962-)     | 2020年8月6日 （美國太平洋空軍司令）     | 2023年9月29日                                | 3年54天  | 战斗和轰炸机飞行员                  |
| 副參謀長代理 |               | 戴维·奥尔文 Gen David Wayne Allvin (1963-)                | 2023年9月29日 （美國空軍副參謀長）      | 2023年11月2日                                | 34天     | 运输机飞行员                        |
| 23           | 2023年11月2日 | 戴维·奥尔文 Gen David Wayne Allvin (1963-)                | 现任                                    | 1年229天                                     |          | 运输机飞行员                        |

？关于莫斯利被解职以及麦克纳布代理参谋长的问题存疑，各资料说法不一

## 分布情况
所有23位空军参谋长，不包括代理，均为已获得上将军衔军官提升，没有任何一名空军参谋长是直接由中将晋升。
空军首任参谋长是在空军成立时直接由前身陆军航空队司令改名的，其后2至7任空军参谋长都是由第一副参谋长升任的，如果再加上后面两位，从第一副参谋长替补升任空军参谋长的总人数达到8位，占到40%。其次升任空军参谋长最多的职位是驻欧空军司令，共有5位，占25%。再次是美国运输司令部司令，共有2位，占10%。其余系统司令部、空战司令部、战略空军司令部、太平洋空军都只有一人升任空军参谋长。
从飞行机种看，前10位空军参谋长中，截止1982年，轰炸机飞行员占了5位，战斗机飞行员4位，其中一位也飞轰战机，另一位是侦察机。而从1982年往后的13位空军参谋长中，只有一位轰战机飞行员，和2位运输机飞行员，其余均是战斗机飞行员。